# Enciclica
Nelle Chiese cristiane, l'enciclica è una lettera circolare inviata a tutte le Chiese di una certa area. In tale accezione, la parola può essere utilizzata per qualsiasi comunicazione di un singolo vescovo. Le prime parole determinano il titolo dell'enciclica. Il termine deriva dal greco enkýklos, "in giro", "in circolo", e dal latino encyclia che significa "generale" o "circolare", ed è anche alla base del termine "enciclopedia". La Chiesa ortodossa e quella anglicana mantengono ancora tale accezione del termine.
In epoca più recente l'uso di tale documento da parte dei romani pontefici è stato ripristinato da papa Benedetto XIV. Comunemente, quindi, con questo termine si intende una lettera pastorale del Papa della Chiesa cattolica su materie dottrinali, morali o sociali, indirizzata ai vescovi della Chiesa stessa e, attraverso di loro, a tutti i fedeli.

## Chiesa cattolica

### Alcune importanti encicliche papali
- Papa Benedetto XIV (1740–1758)
  - Vix pervenit 1745
  - A quo primum 1751
  - Ex quo primum 1756
- Papa Pio VI (1775–1799)
- Papa Leone XII (1823–1829)
- Papa Gregorio XVI (1831–1846)
- Papa Pio IX (1846–1878)
  - Quanta cura 1864
- Papa Leone XIII (1878–1903)
  - Inscrutabili Dei Consilio 1878
  - Quod Apostolici Muneris 1878
  - Aeterni Patris 1879
  - Humanum Genus 1884
  - Rerum Novarum 1891
  - Providentissimus Deus 1893
- Papa Pio X (1903–1914)
  - Vehementer Nos 1905
  - Pascendi Dominici Gregis 1910
- Papa Benedetto XV (1914–1922)
  - Ad Beatissimi Apostolorum 1914
  - Humani Generis Redemptionem 1917
  - Pacem Dei Munus Pulcherrimum 1920
- Papa Pio XI (1922–1938)
  - Quas Primas 1925
  - Iniquis Afflictisque 1926
  - Casti Connubii 1930
  - Quadragesimo Anno 1931
  - Non Abbiamo Bisogno 1931
  - Acerba Animi 1932
  - Dilectissima Nobis 1933
  - Divini Redemptoris 1937
  - Mit brennender Sorge 1937
- Papa Pio XII (1939–1958)
  - Summi Pontificatus 1939
  - Sertum Laetitiae 1939
  - Mystici Corporis Christi 1943
  - Divino Afflante Spiritu 1943
  - Orientales Omnes Ecclesias 1945
  - Deiparae Virginis Mariae 1946
  - Mediator Dei 1947
  - Auspicia Quaedam 1948
  - In Multiplicibus Curis 1948
  - Redemptoris Nostri Cruciatus 1949
  - Humani Generis 1950
  - Anni Sacri 1950
  - Fulgens Corona 1950
  - Sempiternus Rex Christus 1951
  - Evangelii Praecones 1951
  - Orientales Ecclesias 1952
  - Ad Caeli Reginam 1954
  - Ad Sinarum Gentem 1954
  - Sacra Virginitas 1954
  - Haurietis Aquas 1956
  - Miranda prorsus 1957
  - Invicti Athletae Christi 1957
  - Ad Apostolorum Principis 1958
- Papa Giovanni XXIII (1958–1963)
  - Ad Petri Cathedram 1959
  - Sacerdotii nostri primordia 1959
  - Grata recordatio 1959
  - Princeps pastorum 1959
  - Mater et magistra 1961
  - Aeterna Dei sapientia 1961
  - Paenitentiam agere 1962
  - Pacem in terris 1963
- Papa Paolo VI (1963–1978)
  - Ecclesiam Suam 1964
  - Mense maio 1965
  - Mysterium fidei 1965
  - Christi Matri 1966
  - Populorum progressio 1967
  - Sacerdotalis caelibatus 1967
  - Humanae Vitae 1968
- Papa Giovanni Paolo II (1978–2005)
  - Redemptor hominis 1979
  - Dives in misericordia 1980
  - Laborem exercens 1981
  - Slavorum Apostoli 1985
  - Dominum et vivificantem 1986
  - Redemptoris Mater 1987
  - Sollicitudo rei socialis 1987
  - Redemptoris Missio 1990
  - Centesimus Annus 1991
  - Veritatis Splendor 1993
  - Evangelium vitae 1995
  - Ut unum sint 1995
  - Fides et ratio 1998
  - Ecclesia de Eucharistia 2003
- Papa Benedetto XVI (2005-2013)
  - Deus caritas est 2005
  - Spe salvi 2007
  - Caritas in veritate 2009
- Papa Francesco (2013-2025)
  - Lumen fidei 2013[2]
  - Laudato si' 2015
  - Fratelli tutti 2020
  - Dilexit nos 2024

### Diritti d'autore sulle encicliche papali
Il decreto firmato il 31 maggio 2005 dal Segretario di Stato vaticano, cardinale Angelo Sodano, affida alla Libreria Editrice Vaticana i diritti d'autore su tutte le parole del Papa. Quindi, a partire dalla Deus caritas est di Benedetto XVI, qualsiasi testo che ha come autore il Papa (encicliche, Angelus, Regina Coeli, catechesi e allocuzioni) o un qualsiasi dicastero della Santa Sede è protetto da diritti d'autore e può essere pubblicato solo dalla Libreria Editrice Vaticana. Nessuna casa editrice potrà più pubblicare il testo di un'enciclica e di un discorso papale senza previo contratto con la Libreria Editrice Vaticana.